# سيرغي ميكايلوف
سيرغي ميكايلوف (بالروسية: Михайлов, Сергей Валерьевич)‏ هو لاعب كرة قدم روسي في مركز الوسط، ولد في 23 سبتمبر 1983 في فولغوغراد في روسيا. لعب مع أفانجارد كورسك وروتور فولغوغراد.